# Huancaspata (distrito)
Huancaspata é um dos 13 distritos da província de Patáz, localizado na região de La Libertad

## Transporte
O distrito de Huancaspata é servido pela seguinte rodovia:
- PE-12A, que liga a cidade de La Pampa (Região de Ancash) ao distrito de Uchiza (Região de San Martín)
- PE-10C, que liga a cidade ao distrito de Chugay
- LI-131, que liga o distrito à cidade de Urpay]] [1][2][3]